# Håøya (Færder)
Håøya est un petite île de la commune de Færder,  dans le comté de Vestfold en Norvège.

## Description
L'île se trouve juste à l'ouest de Nøtterøy et au nord de Veierland.
Elle appartient aux forces armées norvégiennes depuis les années 1890. Le fort Håøya a été utilisé pour défendre le port de réserve de la Marine à Melsomvik (en) contre les Suédois avant et autour de 1905. Il y avait à la fois des canons et des mines posées. La forteresse a également été utilisée comme protection pour la neutralité norvégienne pendant la Première Guerre mondiale.
Le 12 avril 1940, la forteresse a été remise aux Allemands, et ils ont utilisé l'île pour des expériences sous-marines tout au long de la Seconde Guerre mondiale.
L'île a été pendant quelques années une colonie de vacances pour la municipalité d'Oslo, puis un centre de vacances pour le personnel des forces armées norvégiennes . Les Forces de défense norvégiennes ont décidé, en 2019, de vendre l'île. L'île, ouverte au public, dispose d'un sentier de randonnée balisé.

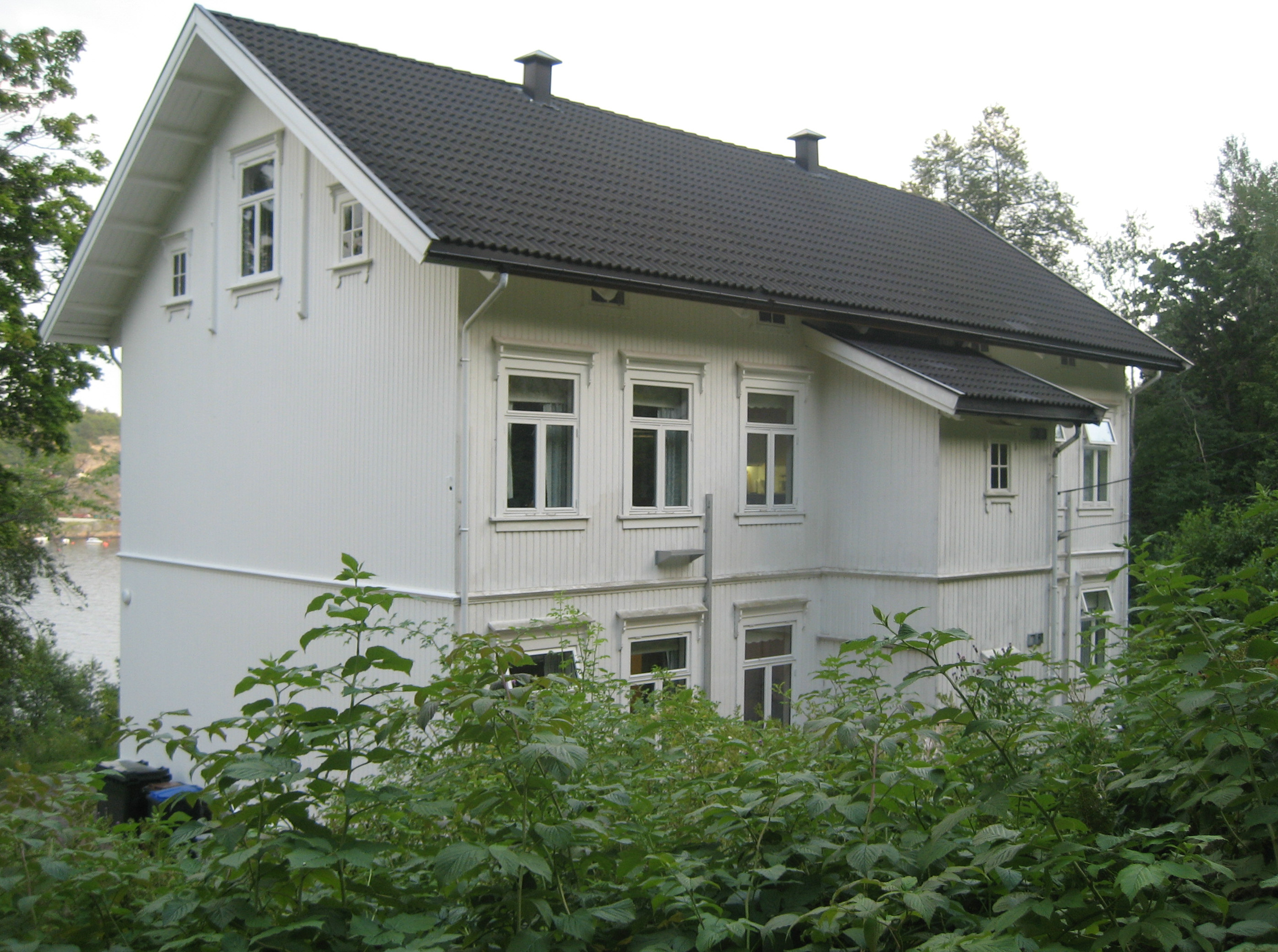
Ancienne résidence des officiers.
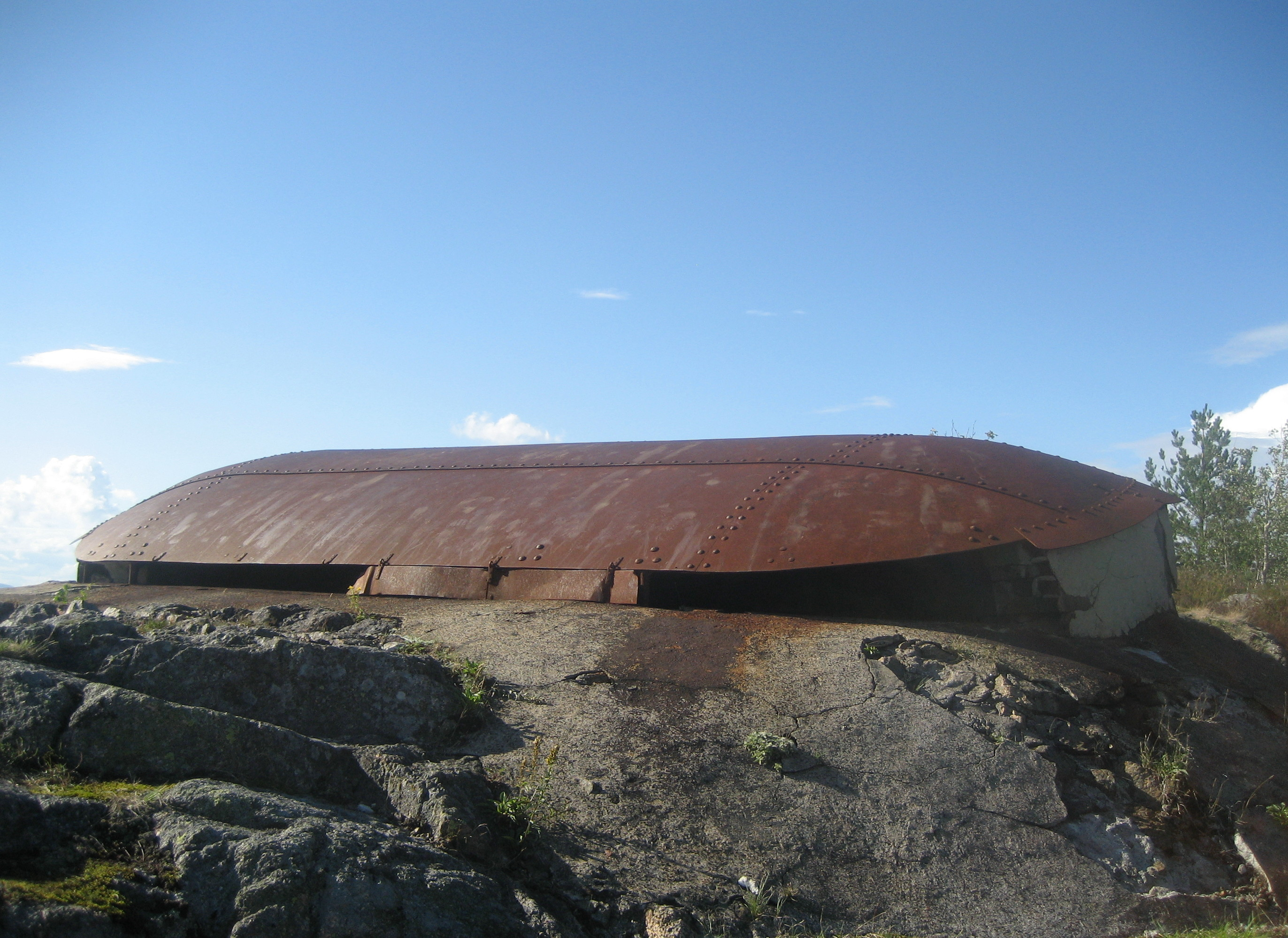
Bunker.